# Gare de Saint-Léonard-de-Noblat
Gare de Saint-Léonard-de-Noblat vasútállomás Franciaországban, Saint-Léonard-de-Noblat településen.

## Vasútvonalak
Az állomást az alábbi vasútvonalak érintik:
- Palais-Eygurande-Merlines-vasútvonal

## Kapcsolódó állomások
A vasútállomáshoz az alábbi állomások vannak a legközelebb:
- Gare de Brignac
- Gare de Saint-Denis-des-Murs